# 中信國安信息產業
中信國安信息產業股份有限公司（深交所：000839）是中信國安集團旗下的資訊科技業子公司，從事衛星通訊、電腦網路、有線電視、移動通訊等工程。公司在1997年成立，並在同年於深圳證券交易所上市。